# Hostia
Hostia (łac. hostia – ofiara, zwierzę ofiarne) – niekwaszony (przaśny) chleb, okrągły opłatek z mąki pszennej, nierzadko ozdabiany krzyżem lub innymi motywami religijnymi, używany przy sprawowaniu mszy świętej.
- Rozróżnia się dwa rodzaje hostii:
  - wielka hostia – w czasie Eucharystii jest spożywana przez celebransa jako Ciało Zbawiciela po transsubstancjacji, czyli przeistoczeniu, a w trakcie nabożeństw jest umieszczana w monstrancję jako cel adoracji[1][2][4][6],
  - małe hostie (komunikanty) – w czasie Eucharystii są rozdzielane wśród wiernych w ramach komunii świętej[1][2][4][6].

## Historia
Nazwa hostia upowszechniła się w VIII wieku, za panowania Karolingów, przez co można wywnioskować, że w tamtych czasach odróżniano już dwie formy chleba – ten przeznaczony do sprawowania liturgii oraz ten zwykły. Za czasów Grzegorza Wielkiego znany był termin corona, którym określano duży chleb w formie zamkniętego kręgu o wklęsłym wnętrzu, który prawdopodobnie był wypiekany i używany wyłącznie na potrzeby kultu. Hostie w postaci okrągłego opłatka zaczęły zyskiwać popularność w XII wieku, kiedy zaczęto wytwarzać je w klasztorach. Produkowano wtedy niewielkich rozmiarów, płaskie wyroby. Przyczyną tego było to, że można je było przechowywać w większych ilościach, jak i przez znacząco dłuższy czas, zapobiegając wysychaniu i twardnieniu hostii.

## Proces produkcji
W Kodeksie Prawa Kanonicznego znajdują się wymogi dotyczące warunków jakie hostia musi spełniać, aby mogła być wykorzystana podczas mszy świętej. We Wskazaniach w Sprawie Materii Eucharystii, wydanych przez Konferencję Episkopatu Polski w 2013 roku są następujące zalecenia: Chleb, którego używa się przy sprawowaniu Najświętszej Ofiary eucharystycznej, powinien być niekwaszony, czysto pszenny i świeżo upieczony, tak aby nie było żadnego niebezpieczeństwa zepsucia. Poważne nadużycie stanowi dodawanie do chleba przeznaczonego do Eucharystii innych substancji, jakimi są owoce lub cukier czy miód. Wymagania również dotyczą sposobu przyrządzenia. Osoby odpowiedzialne za wypiek hostii powinny złożyć przyrzeczenie przed biskupem, aby wszelkie zadania związane z przygotowaniem hostii były wykonywane z najwyższym szacunkiem.

## Przeistoczenie
Hostia to niezbędny element każdej mszy świętej, podczas której dochodzi do przeistoczenia, czyli rzeczywistej, a także trwałej przemiany chleba (hostii) w Ciało oraz wina w Krew Jezusa Chrystusa. Dzieje się to poprzez konsekrację. Ona ma miejsce w trakcie liturgii eucharystycznej, czyli w momencie kiedy kapłan wypowiada następujące słowa:
Uświęć te dary mocą Twojego Ducha aby stały się dla nas Ciałem i Krwią naszego Pana Jezusa Chrystusa. On to, gdy dobrowolnie wydał się na mękę, wziął chleb i dzięki Tobie składając, łamał i rozdawał swoim uczniom mówiąc: Bierzcie i jedzcie z tego wszyscy: To jest bowiem Ciało moje, które za was będzie wydane.
Podobnie po wieczerzy wziął kielich i ponownie dzięki Tobie składając, podał swoim uczniom mówiąc: Bierzcie i pijcie z niego wszyscy: To jest bowiem kielich Krwi mojej nowego i wiecznego przymierza, która za was i za wielu będzie wylana na odpuszczenie grzechów. To czyńcie na moją pamiątkę.
Słowa cytowane przez kapłana to słowa, które Jezus Chrystus wypowiedział podczas Ostatniej Wieczerzy (por. Łk 22,19-20, Mk 14,22-25, Mt 26,26-29, 1 Kor 11,23-25). W katolicyzmie tę formułę traktuje się dosłownie, a nie metaforycznie, ponieważ chleb staje się Ciałem, a wino Krwią, jednak nie występuje różnica w wyglądzie, natomiast zachodzi przemiana istoty. Dogmat o przeistoczeniu został wprowadzony w Kościele na Soborze Laterańskim w 1215 r. przez papieża Innocentego III, a tę wyjątkową obecność Chrystusa w Eucharystii potwierdza m.in. Dekret o Najświętszym Sakramencie z 1551 r. uchwalony podczas Soboru Trydenckiego. Z tych dekretów wynika, że przeistoczenie ma charakter nieodwracalny, dlatego wierni otaczają kultem postaci eucharystyczne również poza mszą świętą. Natomiast niektóre kościoły protestanckie uznają, że Ciało i Krew Jezusa Chrystusa jest realnie obecne w chlebie i winie tylko podczas sprawowania sakramentu Eucharystii, czyli ma charakter nietrwały.

## Przechowywanie
Hostie powinny być przechowywane w tabernakulum. Powinno ono znajdować się w godnym miejscu w kościele, podkreślającym tezę o rzeczywistej obecności Jezusa w Najświętszym Sakramencie (KKK 1379). W tabernakulum komunikanty są przechowywane w metalowych puszkach, które nazywa się cyboriami. Cyborium to zazwyczaj pojemnik w kształcie zamykanego pucharu. Może być wystawione na ołtarzu do adoracji lub służyć do przenoszenia komunikantów poza kościołem dla osób chorych. Wielka hostia, służąca do wystawiania w monstrancji w celu publicznej adoracji, w tabernakulum znajduje się w kustodii, w której podtrzymuje ją specjalny uchwyt zwany melchizedekiem. Naczynia liturgiczne powinno być wykonane z trwałych i szlachetnych materiałów.